# 陶园十二间排
陶园十二间排是中国福州市的一座历史建筑，位于仓山区仓前街道公园西路4－22号，毗邻优秀近现代建筑白鸽楼。

## 福州教會
陶园十二间排建于民国时期，是一座外廊式公寓建筑。1922年，海军退役军官王载（1898－1975）和圣公会三一书院学生倪柝声 （1903－1972）在福州开始第一次擘饼聚会，兴起了第一处脱离了宗派公会的地方教会—福州教会。1923年初，他们邀请李渊如女士从南京来到福州，在仓山可园（王连俊家）举行布道会历时一个月，引发了一次颇有影響的福音運動，约有数百人加入了这个新兴的自立教会，于是他们租下仓山陶园十二间排何姓房屋，正式成立第一个基督徒聚会处，初期一度命名为“基督徒会堂”，后来为强调自己不属于任何宗派，称为基督徒聚会处，简称聚会处。
2013年，陶园十二间排被福州市列为保留建筑，推荐历史建筑QT41，为公园路历史建筑群的一部分。